# رودلف فالك
رودلف فالك (بالسويدية: Rudolf Falk)‏ هو منافس ألعاب قوى سويدي، ولد في 7 يناير 1898، وتوفي في 6 سبتمبر 1988.

## وصلات خارجية
- رودلف فالك على موقع أوليمبيديا (الإنجليزية)
- رودلف فالك على موقع اللجنة الأولمبية السويدية (السويدية)